# 真主至大

真主至大

“真主至大”的阿拉伯文书法

“真主至大”的中文书法

真主至大或安拉至大（阿拉伯语：اللّٰهُ أَكْبَر，羅馬化：Allāhu akbar，國際音標：[aɫ.ɫaː.hu ʔak.bar] ⓘ ）是伊斯兰教的一句重要的短语，被穆斯林用于众多不同的场合，如每日的祈禱，以及非正式地表达內心的信仰、决心、驚訝、感嘆等時機均可使用。代表颂扬“真主至大”的行为（Takbīr），其意译为大赞辞，相当于其他亚伯拉罕宗教的“哈利路亚 （赞美上帝）”。的阿语原意为“使……變大”、“放大”，引申表達为“赞扬”、“推崇”含意。

## 使用
“真主至大”这一短语為穆斯林於众多场合使用，如表达情绪的激动（无论喜悲），引起他人的注意，或是在遇险的時候。而一些恐怖分子（尤其是圣战分子）在開火或發起自殺攻擊前亦會高呼“真主至大”，導致非穆斯林文化圈產生對此語的負面刻板印象，實際上在穆斯林世界上日常使用的場合相當普遍。

### 礼拜

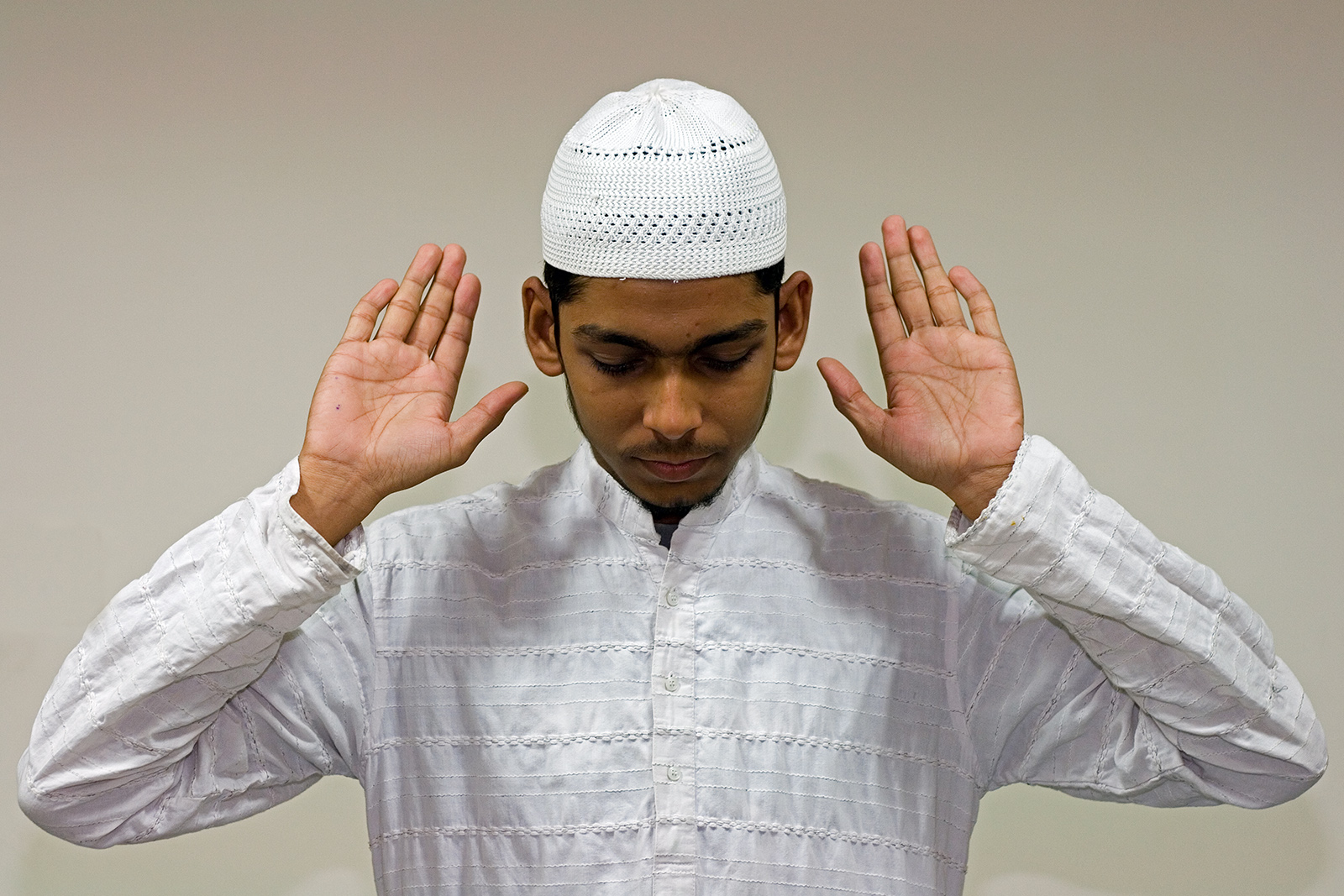
一名穆斯林在礼拜时念诵大赞辞

穆斯林在礼拜及祈愿的每一个环节都会念诵大赞辞，而宣礼词也包括“真主至大”。

### 古兰经
《古兰经》中并没有出现“真主至大”这一短语，但用（Al-Kabir，伟大的）一词指代真主（见于13:9, 31:30, 22:62, 34:23, 40:12, 4:34）。

### 遇险时
大赞辞也常在遇险时使用，此時相當西方文化的「Oh my God!（喔上帝啊）」的意思。
1997年9月26日，加鲁达印尼航空一架空中客车A300在棉兰撞山，导致234人死亡。该机的飞行员在飞机撞山前的瞬间用阿拉伯语高呼“真主至大”，而在之前与航空交通管制的对话则全部使用英语。
葛瑞格·摩顿森曾在《三杯茶》中记载，其在攀登喬戈里峰失败后，搬运工以“真主至大！感谢真主，你还活着！”问候他。

### 表达喜悦和感激
同樣的也能表示英文「Thank God！（感謝主）」的情境使用。
2013年孟加拉国萨瓦区大楼倒塌事故发生17天后，当女性幸存者瑞施玛·拜格姆在废墟中尋獲时，周边人群据报高呼“真主至大”以表达对拜格姆仍然倖存的喜悦。
有时，一些阿拉伯裔足球解说员也会用“真主至大”表达惊喜。

### 生死
在婴儿出生后，穆斯林常用大赞辞表达对真主的感激。
聖訓中记载，穆罕默德曾在一次葬礼后念诵大赞辞。

### 节日及朝觐
在古尔邦节及其之前数日，尤其是阿拉法日（伊斯兰历都爾黑哲月第九天），穆斯林均会念诵大赞辞。

### 在恐怖分子中的使用
“真主至大”在西方因常用于伊斯兰主义示威、伊斯兰极端主义和伊斯兰恐怖主义中的戰吼而广为人知，这些应用类似于二战期间日军的萬歲衝鋒。
在九一一袭击事件发生数日后，联邦调查局发布了据称是劫机者所写的信件，这些信纸于袭击当日分别在华盛顿杜勒斯国际机场、联合航空93号班机坠毁处及劫机者穆罕默德·阿塔的行李箱内发现，内容为一系列对劫机者的最后提醒，其中一段称：“喊出‘真主至大’，因为这会震撼那些不信者的心灵”。而联航93号班机的驾驶舱通话记录器录音表明，劫机者在控制飞机撞地时不断高呼“真主至大”。
2004年，在尼克·贝尔格于伊拉克受到斩首的录像中，刽子手曾高呼“真主至大”。2009年胡德堡槍擊案中，目击者称枪手——巴勒斯坦裔美軍少校尼达尔·哈桑在开火前曾高呼“真主至大”，这起枪击案导致13人死亡，30余人受伤。2010年时报广场汽车炸弹袭击未遂事件主犯沙赫扎德在得知自己獲判处终身监禁后，微笑着念诵大赞辞。2011年5月，冲击美国航空1561号班机驾驶舱的也门男子在试图撞门时呼喊“真主至大”。在2015年1月7日发生的沙尔利周刊总部枪击案中，凶徒高喊“真主至大”向平民百姓和警方射击，而在2015年11月巴黎襲擊事件中，枪手亦在开火前呼喊大赞辞。
2016年12月19日，俄罗斯驻土耳其大使安德烈·根纳季耶维奇·卡尔洛夫在安卡拉被暗杀，凶手开枪后高呼“真主至大！不要忘记阿勒颇！”该凶手的行凶动机被认为是针对俄罗斯参与阿勒颇攻势一事的报复。

### 战时及政治使用
阿拉伯历史上曾将“真主至大”用作戰吼，穆罕默德在白德尔之战中首次将大赞辞用于战争中。

#### 伊朗
1979年伊朗伊斯蘭革命时，民众曾在晚间的屋顶高呼大赞辞，以示抗议。而在2009年伊朗总统选举后的抗议活动中，每晚22:00–22:30均有民众呼喊“真主至大”，以表达对选举结果的抗议。

#### 叙利亚和伊拉克
在叙利亚内战期间流出的录像显示，自由叙利亚军、努斯拉阵线、其他反对派组织与伊斯兰国的参战者均有过呼喊大赞辞的行为。伊拉克内战中，伊斯兰士兵也大多呼喊大赞辞。

### 国歌
卡扎菲时期的利比亚以《真主至大》为国歌，该歌曲本是第二次中东战争中埃及的一首军歌，1969年經卡扎菲政府作為国歌使用，2011年因卡扎菲倒台而改由《利比亚，利比亚，利比亚》取代。此外，现行沙特阿拉伯国歌和阿富汗伊斯兰共和国国歌的歌词中也出现了大赞辞。

### 旗帜
在1991年至今的诸伊拉克国旗上、現今伊朗國旗與阿富汗伊斯兰共和国国旗上均有引用。根據古蘭經，書有真主至大的旗幟具有神聖地位，因此所有書有真主至大的旗幟均不得降半旗。

1991-2004年的伊拉克国旗
现伊拉克国旗
阿富汗伊斯兰共和国国旗，大讚辭出現於國徽上方的清真言下方留白處。
伊朗國旗，库法体大讚辭出現於中央國徽的上下滾邊，各書寫十一次。

## 參閲
- 阿拉欧阿帕（英语：Alláh-u-Abhá）：巴哈伊信仰中的“上帝最荣耀”
- 清真言
- 讚主清淨
- 若主願之
- 如主所願
- 認主學
- 哈利路亞
- 萬歲

## 外部連結
- Essay on takbir at Slate